# Sân bay Juan Gualberto Gómez
Sân bay Juan Gualberto Gomez (IATA: VRA, ICAO: MUVR) là một sân bay quốc tế phục vụ Varadero, Cuba và tỉnh Matanzas. Đây là sân bay bận rộn thứ 2 ở Cuba, sau Sân bay quốc tế José Martí ở La Habana.

## Các hãng hàng không và các tuyến điểm
- Aerocaribbean (La Habana, Cayo Largo del Sur, Cayo Coco, Punta Cana [bắt đầu ngày 8 tháng 7])
- Aerogaviota (La Habana, Cayo Coco, Cayo Largo, Cayo Santa Maria, Holguin, Santiago de Cuba)
- Aeromexico (Mexico City)
- Air Canada (Calgary, Halifax, Montreal, Toronto-Pearson, Quebec)
- Air Italy Polska (Warsaw)
- Air Italy (Milan-Malpensa, Rome-Fiumicino)
- Air Transat (Calgary, Edmonton, Halifax, Montreal, Quebec City, St. John's, Toronto-Pearson, Vancouver)
- Arkefly (Amsterdam)
- Austrian Airlines (Vienna)
- Blue Panorama Airlines (Milan-Malpensa, Rome-Fiumincino)
- CanJet (Fredericton, Moncton, Montreal, Quebec City) Lưu trữ ngày 10 tháng 11 năm 2008 tại Wayback Machine
- Caribair (Puerto Plata, Santo Domingo, Santiago (DR) [Seasonal])
- Condor Airlines (Frankfurt)
- Corsairfly (Paris-Orly)
- Cubana de Aviación (La Habana, Montréal, Santiago de Cuba, Toronto-Pearson)
- Czech Airlines (Prague) (seasonal charter)
- Edelweiss Air (Zurich)
- Jetairfly (Brussels)
- Magnicharters (Cancun, Monterrey)
- Martinair (Amsterdam, Punta Cana, Puerto Plata)
- Neos (Milan-Malpensa)
- Servicios Aereos Profesionales (Punta Cana)
- Skyservice (Calgary, Edmonton, Halifax, Montreal, Ottawa, St. John's, Toronto-Pearson, Vancouver, Winnipeg)
- Sunwing Airlines (Bagotville, Deer Lake, Gander, London (ON), Montreal, Ottawa, Quebec City, St. John's, Sudbury, Thunder Bay, Toronto-Pearson, Vancouver (YVR))
- Thomas Cook Airlines (London-Gatwick, Manchester (UK))
- XL Airways France (Paris-Charles de Gaulle)
- Zoom Airlines (Montreal, Thành phố Quebec)